# Ортниці
Ортниці (словен. Ortnice) — поселення в общині Козє, Савинський регіон, Словенія. Висота над рівнем моря: 290,2 м. 